# 佐保殿
佐保殿（さほどの）とは、奈良時代以来奈良郊外にあったとされる藤原北家当主の邸宅。平安時代に入ると、北家当主が藤氏長者・摂関家当主を兼ねるようになったため、その邸宅としての意味も有するようになった。

## 概要
具体的な設立時期や場所については不明。『今昔物語集』（巻22）には「山階寺（興福寺）の西に佐保殿と云ふ所は、此の大臣（藤原北家の祖・藤原房前）の御家也」と記され、『拾芥抄』には藤原不比等・冬嗣の邸宅と説明されている（なお、不比等邸は現在の薬師寺とされている）。また大治4年11月13日（1129年）に佐保殿が焼失した際に藤原宗忠が「四百十余歳の藤原氏の霊所」が失われたことを嘆き（『中右記』）、また源師時も「藤氏長者累代の重閣なり」と記している（『長秋記』）。これらの記述から、奈良時代初期以後に、興福寺や春日大社の北西にあった佐保（現在の奈良県奈良市法蓮町付近）の地にて存在していた藤原北家の邸宅と推定されているが、確証となるものが存在していない。
平安時代に入ると、藤氏長者が代々所有するようになり、藤氏長者が興福寺や春日大社に参詣する際には佐保殿を宿舎として、ここで旅装を改めて衣装を整えて奈良に入った。また、それ以外の藤原氏の公卿や弁官が朝廷の使者など公務にて奈良に入る場合には佐保殿に附属した宿院を宿舎とした。佐保殿は藤氏長者が家司の中から任命した執事別当（執事家司）がこれを管理していた。また、宿院は藤原氏一族の施設として氏院である勧学院の弁別当がこれを管理し、他姓の公卿や弁官が公務で奈良に入る時に佐保殿に立ち入る事は出来なかった。
更に佐保殿には藤原氏の大和国における出先機関としての役目を有しており、興福寺や春日大社の寺務・社務に関する業務や藤氏長者所有のものを含めた国内各地の荘園の管理を行い、佐保殿そのものもその施設の維持・修理を行うために周囲の田畑を支配下に置いて1つの荘園として機能することになった（修理料所）。このため、佐保殿（及び修理料所）は、藤氏長者の財産である殿下渡領の1つに加えられて代々の藤氏長者に継承されるものとされた。前述のように大治4年の火災で焼失したものの、遅くても藤原頼長が奈良訪問の際に佐保殿に宿泊した仁平元年（1151年）までには再建されていたことが知られている。その後も室町時代まで佐保殿とその修理料所は存続した。
ただし、室町時代末期の『大乗院寺社雑事記』文明10年10月17日（1478年）条には「宿院御所之旧跡」という文字が見られており、この段階では既に廃絶されていたことが知られている。